# Escadrilă de aviație

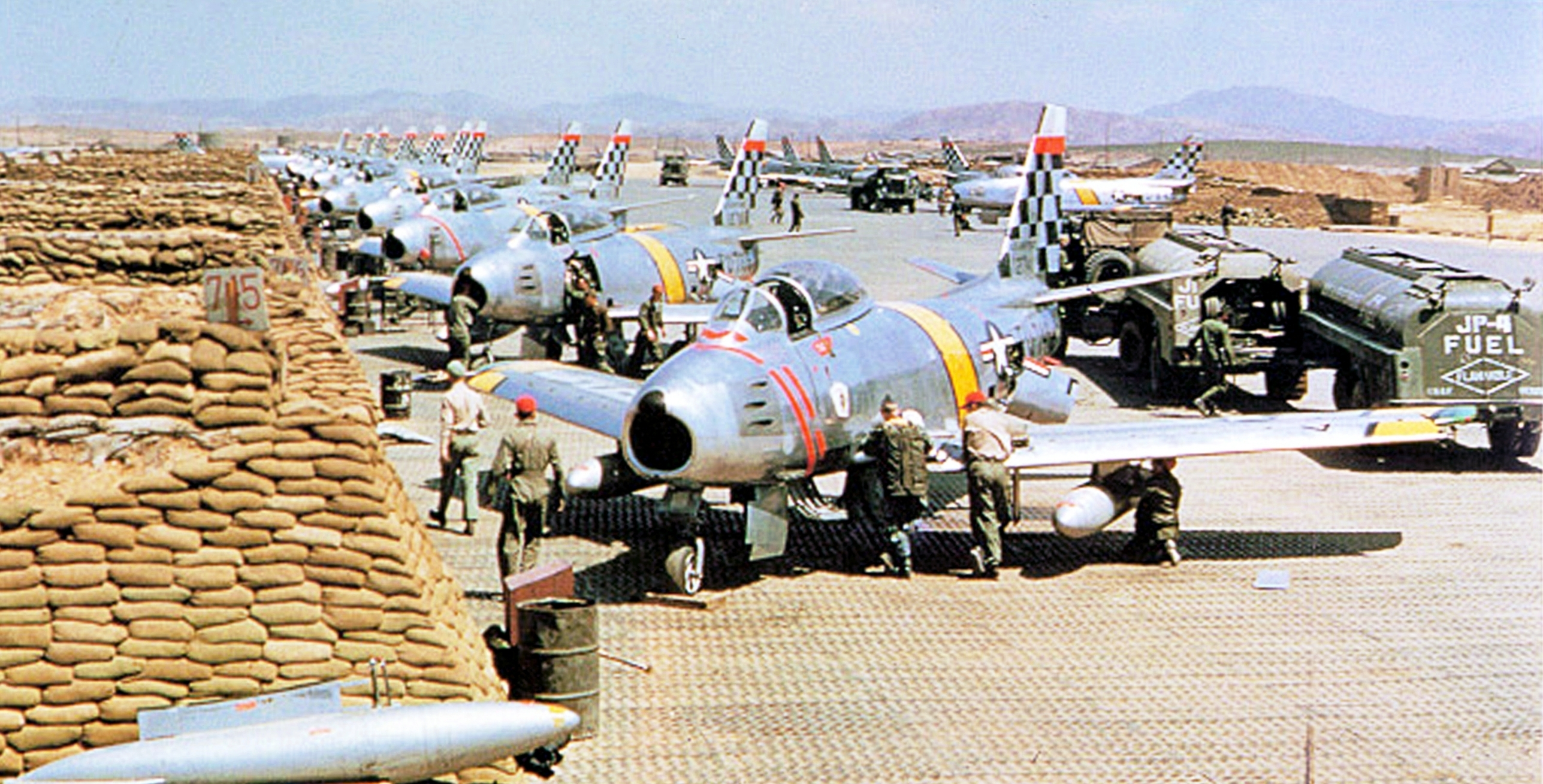
O escadrilă de F-86 Sabre în timpul Războiului din Coreea, 1951

Escadrila de aviație este o unitate militară  de aviație a armatei aeriene, marinei militare sau a trupelor de uscat. 
Escadrila  de aviație  cuprinde de la două la șase avioane împreună cu piloții  și personal aferent la sol, dar de obicei sunt formate  din 4 avioane și face parte dintr-o unitate mai mare, escadron,  ca în aviația SUA.  Totuși, în câteva exemple specifice pot cuprinde chiar 12 sau 16 avioane cum e  în cazul cu  Battle of Britain Memorial Flight. Echivalentele în alte limbi sunt : escadrille (franceză), escuadrilla (spaniolă), esquadrilha (portugheză), zveno (rusă), and Schwarm (germană), Flight (engleză)

## Structuri organizatorice  de aviație în unele țări NATO
| RAF și USN   | USAF și USMC                  | Canada                                 | Armata aeriană franceză | Armata aeriană germană (Luftwaffe)                                      | Armata aeriană italiană | Nivel de comandă NATO |
| ------------ | ----------------------------- | -------------------------------------- | ----------------------- | ----------------------------------------------------------------------- | ----------------------- | --------------------- |
| Ne se aplică | Air division (no longer used) | Air division Division aérienne         | Ne se aplică            | Luftwaffendivision(no longer used)                                      | Divisione aerea         | OF-7                  |
| Group        | Wing                          | Group Groupe aérienne (no longer used) | Brigade Aérienne        | Ne se aplică                                                            | Brigata aerea           | OF-5, or OF-6         |
| Wing         | Group                         | Wing Escadre                           | Escadre                 | Geschwader or Taktisches Luftwaffengeschwader (en: Operational AF-Wing) | Stormo                  | OF-4, OF-5, or OF-6   |
| Squadron     | Squadron                      | Squadron Escadron                      | Escadron                | Gruppe                                                                  | Gruppo                  | OF-3 or OF-4          |
| Flight       | Flight                        | Flight Escadrille                      | Escadrille              | Staffel                                                                 | Squadriglia             | OF-2 or OF-3          |
| Flight       | Element/Section               | Section                                | Section                 | Schwarm / Kette                                                         | sezione                 | OF-1 or OF-2          |

## Franța
Primele escadrile aeriene s-au format în Franța înainte de Primul Război Mondial, în 1912. Inițial, acestea au fost un grup vag definit de aeronave capabile de sarcini similare, în majoritatea cazurilor nu mai mult de șase avioane în fiecare. În timpul războiului, escadrila a devenit unitatea independentă de bază a aviației în cadrul forțelor armate franceze. O escadrilă era o unitate omogenă, înarmată cu un singur tip de avion, cu personal permanent de zbor și sol atașat, transport motorizat și hangare de corturi. Până la jumătatea anului 1915, Armee de l'Air a crescut la 119 escadrile de câte 10 avioane fiecare: 14 de avioane de vânătoare, 50 de bombardiere și restul unităților de recunoaștere, spotter și comunicații.  În timp ce escadrilele au funcționat inițial independent, în timpul bătăliei de la Verdun (1916), escadrilele chasseur (luptător) s-au format în formațiuni mai mari, pentru o coordonare mai ușoară. 
În timpul celui de-al doilea război mondial, escadrilele franceze se aflau de obicei între 10 și 12 avioane. Prin urmare, ele au fost aproximativ echivalente cu un staffel german, gruppo italian sau eskadra poloneză (10 aeronave în 1939). Acest lucru a fost în contrast cu escadroanele  aeriene ale Commonwealth-ului britanic sau ale Statelor Unite, care aveau de obicei 12-18 aeronave, împărțite în două până la patru flights.

## România
Escadrila de aviație este o subunitate tactică de aviație, care are în compunere un anumit număr de avioane militare, de regulă de același tip, precum și personalul navigant și tehnic care asigură pregătirea și ducerea acțiunilor de luptă. Escadrila de luptă se dispune pe un aerodrom al unității din care face parte în raport cu situația tactică sau cerințele de dispersare, fiind capabilă să îndeplinească misiuni de luptă independente.
Escadrilele de vânătoare au, de regulă 18-24 avioane, în timp ce escadrilele de bombardament, transport sau realimentare în aer sunt compuse dintr-un număr mai mic de avioane, de regulă 12 avioane. În Forțele Aeriene Române, escadrilele de vânătoare înzestrate cu aeronave Mig-21 LanceR sunt compuse din 16 avioane.